# Science et santé avec la clef des Écritures

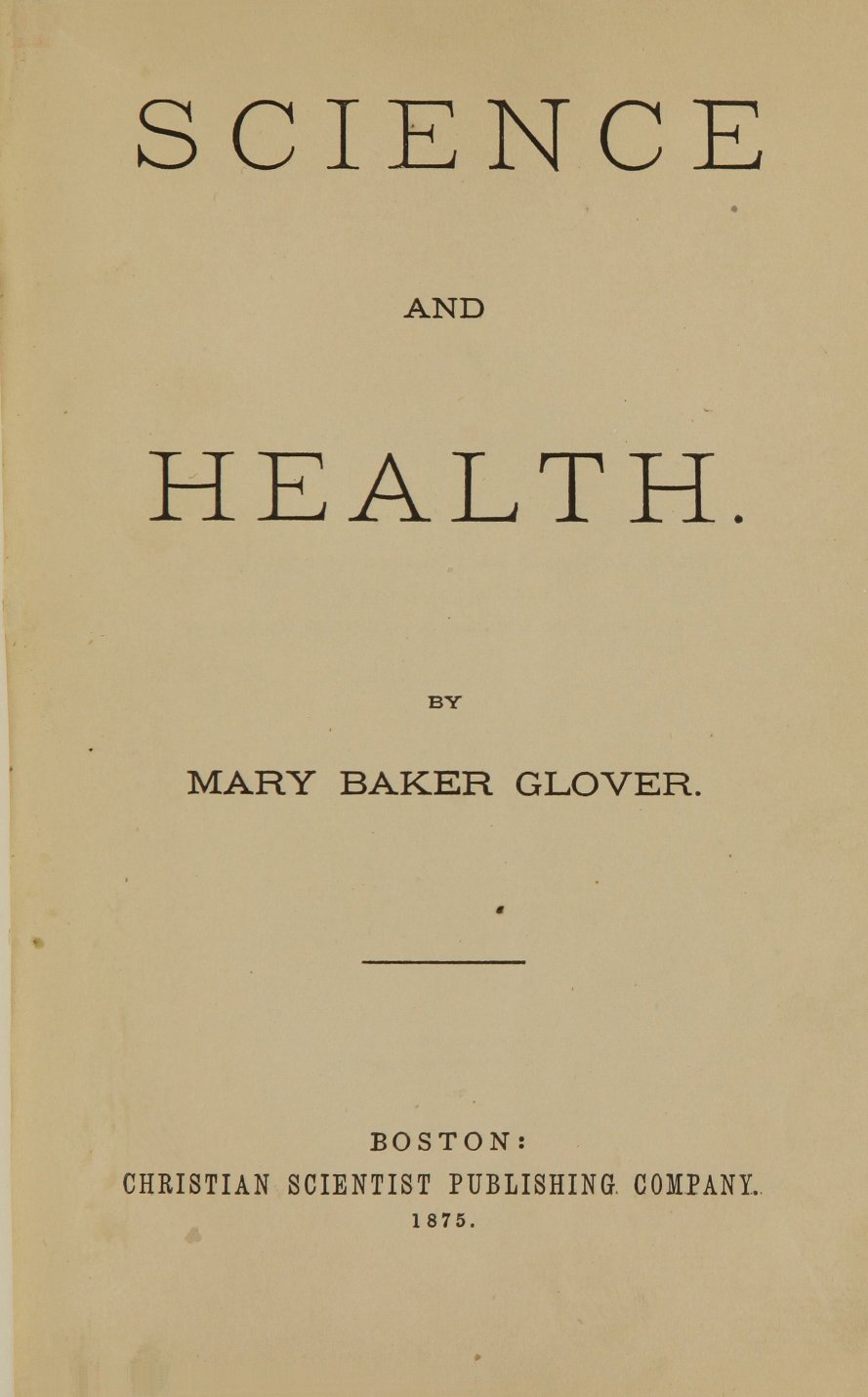
Page titre de la première édition, publiée en anglais en 1875

Science et santé avec la clef des Écritures (en anglais : Science and Health with Key to the Scriptures) est un ouvrage écrit par Mary Baker Eddy, fondatrice de la Science chrétienne.

## Origine
D'après la Science chrétienne, en 1868, Mary Baker Eddy fut appelée au chevet d’une malade qui se mourait d’une pneumonie et la guérit instantanément sous les yeux du médecin qui venait de déclarer que la patiente ne pourrait pas vivre. Toujours d'après eux, frappé par cette démonstration, ce médecin incita vivement Mary Baker Eddy à exposer son système de guérison métaphysique, ou guérison par la prière, dans un livre afin de le faire connaître au monde entier.
Grâce à une étude approfondie de la Bible et particulièrement des Évangiles, et à la suite d'une guérison personnelle d'un accident considéré comme fatal, Mary Baker Eddy (1821-1910) pense avoir découvert les lois spirituelles universelles qui servirent de base aux enseignements et aux guérisons de Jésus-Christ.
Ainsi, Mary Baker Eddy affirme que le christianisme tout entier est scientifique, elle écrit : "Si le christianisme n'est pas scientifique et si la Science ne vient pas de Dieu, alors il n'y a pas de loi invariable et la vérité n'est qu'un accident. Peut-on nier qu'un système qui agit selon les Écritures ait l'autorité de la Bible ?"
Elle nomme sa découverte « Christian Science » ou Science chrétienne : « En l'an 1866, je découvris la Science du Christ ou lois divines de la Vie, de la Vérité et de l'Amour et je nommai ma découverte « Christian Science » ou Science Chrétienne ». Science et santé avec la clef des écritures est le résultat de cette découverte.
En 1895, Mary Baker Eddy remplace, pour les services du dimanche de l'Église, la prédication personnelle par la lecture de passages extraits de la Bible et de Science et santé faite par deux membres élus. Elle institue ainsi un « pasteur impersonnel » pour l'Église du Christ,scientiste et ses filiales à travers le monde.
"L’Église du Christ, Scientiste n’a pas de clergé. Le pasteur de cette église est constitué par deux livres : la Bible et Science et Santé avec la Clef des Écritures de Mary Baker Eddy. C’est le pasteur qui instruit les fidèles" .

## Contenu et publication
La Bible, étudiée conjointement à son interprétation spirituelle,  Science et Santé avec la Clef des Écritures  est le livre de base des pratiquants de la Science Chrétienne.  Science et Santé  cherche à faire ressortir les aspects spirituels et pratiques de la Bible. Cependant, en aucun cas Science et Santé ne remplace la Bible : "En tant qu'adhérents de la Vérité, nous prenons la parole inspirée de la Bible comme notre guide suffisant pour atteindre la Vie éternelle" 
L’auteur a conçu ce livre comme « un guide pratique sur la spiritualité ». Il se veut destiné à tous, sans distinction de milieu social, de religion, de culture, de profession ou d’âge. Science et Santé veut expliquer les « lois universelles spirituelles » qui, lorsqu’elles sont comprises et démontrées, peuvent apporter "réconfort, régénération et guérison".
S'inspirant de la Bible, Science et Santé représente pour les scientistes chrétiens le « Consolateur » dont parle l'évangile de Jean.
Du premier chapitre traitant de « La prière » aux derniers sur « La Genèse », Apocalypse et un « glossaire » de termes, l'auteur invite ses lecteurs à mieux comprendre la totalité de Dieu, la perfection de l'homme en tant que « Son image et Sa ressemblance » et comment la réalisation  de ces idées peut, comme aux temps bibliques, apporter la guérison.
Science et Santé avec la Clef des Écritures  de Mary Baker Eddy est publié pour la première fois en 1875.
Ainsi que l'écrit le sociologue Régis de Ricquebourg : "Après plusieurs tentatives infructueuses auprès des éditeurs, le livre paraît en 1875 sous le titre Science et santé. Il sera constamment réédité sous le titre plus complet de Science et Santé avec la Clef des Écritures" .
Mary Baker Eddy passa les quarante dernières années de sa vie à réviser cet ouvrage, il y eut six révisions majeures dont la dernière en 1907. Traduit en 17 langues et en braille, il a été vendu à plus de neuf millions d’exemplaires. Conformément au vœu de son auteur, le texte anglais original figure toujours en regard de la traduction.
Ce livre fait partie de la liste des 75 livres choisis en 1992 par la National Women's Book Association (USA) ayant été écrits par « des femmes dont les paroles ont changé le monde ».